# Hallenhockey-Europameisterschaft der Damen 1998
Die Hallenhockey-Europameisterschaft der Damen 1998 war die neunte Auflage der Hallenhockey-Europameisterschaft der Damen. Sie fand vom 23. bis 25. Januar in Ourense in Spanien statt. Titelverteidiger England unterlag im Finale Deutschland mit 0:8. Litauen und Spanien stiegen in die "B-EM" ab.

## Vorrunde

### Gruppe A
| Rang | Land       | Tore | Punkte |
| ---- | ---------- | ---- | ------ |
| 1    | England    | 11:7 | 6      |
| 2    | Schottland | 7:7  | 4      |
| 3    | Litauen    | 6:9  | 4      |
| 4    | Slowakei   | 5:7  | 3      |

| England    | – | Slowakei   | 3:1 |
| Schottland | – | Litauen    | 2:2 |
| Litauen    | – | England    | 2:6 |
| Slowakei   | – | Schottland | 3:2 |
| Slowakei   | – | Litauen    | 1:2 |
| England    | – | Schottland | 2:3 |

### Gruppe B
| Rang | Land        | Tore  | Punkte |
| ---- | ----------- | ----- | ------ |
| 1    | Deutschland | 30:2  | 9      |
| 2    | Österreich  | 14:19 | 6      |
| 3    | Spanien     | 11:18 | 3      |
| 4    | Russland    | 9:25  | 0      |

| Spanien     | – | Österreich  | 3:7  |
| Deutschland | – | Russland    | 11:1 |
| Österreich  | – | Deutschland | 0:14 |
| Spanien     | – | Russland    | 7:6  |
| Russland    | – | Österreich  | 2:7  |
| Deutschland | – | Spanien     | 5:1  |

## Zwischenrunde

### 4A – 3B
| Slowakei | – | Spanien | 4:1 |

### 1A – 2B
| England | – | Österreich | 3:3, 7:6 n. 9-Metern |

## Platzierungsspiele

### Spiel um Platz 7
| Litauen | – | Spanien | 1:5 |

### Spiel um Platz 5
| Russland | – | Slowakei | 4:6 |

### Spiel um Platz 3
| Schottland | – | Österreich | 1:3 |

### Finale
| England | – | Deutschland | 0:8 |